# آزاد به قید شرط

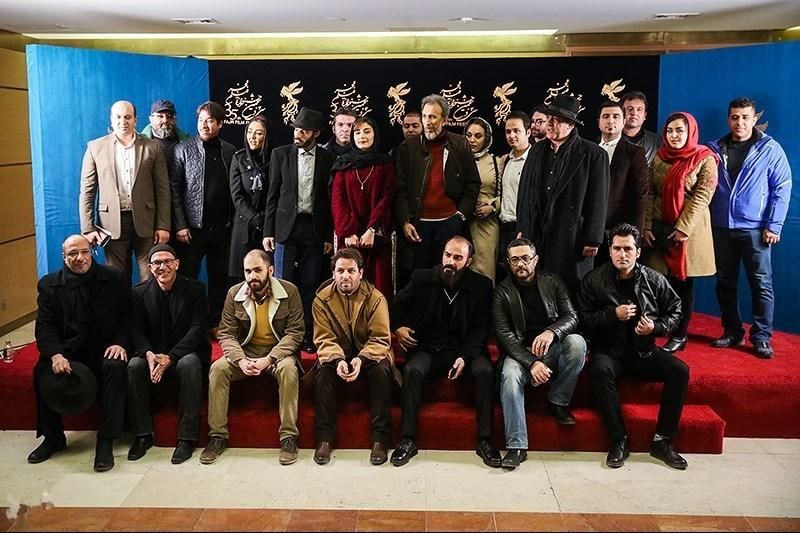
عوامل فیلم آزاد به قید شرط در مراسم فرش قرمز سی و پنجمین جشنواره فیلم فجر - ۱۳۹۵

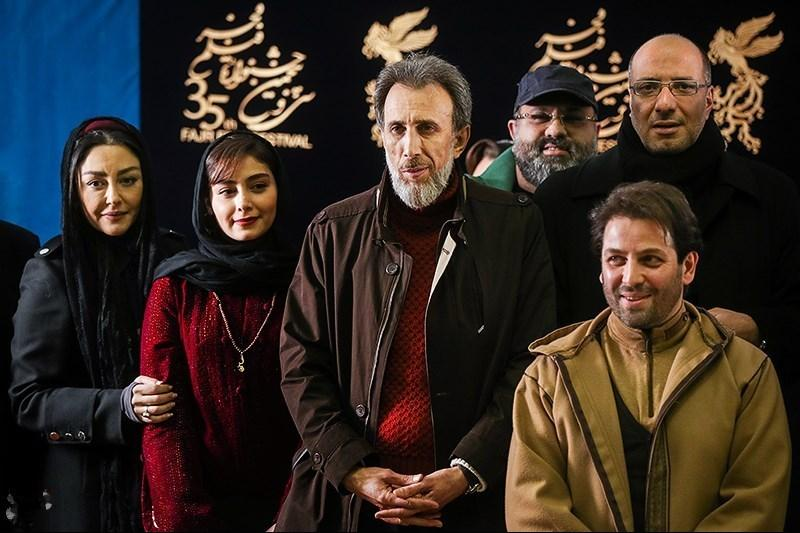
عوامل فیلم آزاد به قید شرط در مراسم فرش قرمز سی و پنجمین جشنواره فیلم فجر - ۱۳۹۵

آزاد به قید شرط فیلمی سینمایی به نویسندگی، تهیه‌کنندگی و کارگردانی حسین شهابی ساخته شده در سال ۱۳۹۵ است.

## خلاصه فیلم
کیوان کمالی به بیست سال حبس محکوم شده و بعد از تحمل ده سال حبس به‌طور مشروط از زندان آزاد می‌شود. پرهیز از وقوع هرگونه تخلف و جرم و نزاع و درگیری بزرگترین چالش پیش روی کیوان کمالی در مواجهه با جامعه لجام گسیخته‌است.

## بازیگران
- امیر جعفری در نقش کیوان کمالی
- شقایق فراهانی در نقش ناهید
- دیبا زاهدی در نقش مریم
- لیلا اوتادی در نقش آذر صبوری
- امیررضا دلاوری در نقش پیمان
- احمد نیکپور در نقش مددکار
- شکرخدا گودرزی در نقش صابری همسر دوم ناهید
- رامین راستاد در نقش سمیر
- امیر دژاکام در نقش جمال کبیری
- علیرضا ثانی‌فر در نقش کارگر
- وحید رستم‌پور گیلان
- محمد کارهمت
- مهرداد نائمی
- محمد اکبری
- مهدی عظیمی
- محمد بزرگی
- علی حبیب‌پور
- مجید رمضانی
- فرشین طهماسب
- رها مردانی

## اکران عمومی
اکران عمومی فیلم آزاد به قید شرط در تاریخ ۲۶ مهرماه سال ۱۳۹۶ با بیست سالن سینما در تهران و ۸۵ سالن سینما در شهرستان‌های کشور آغاز گردید.

## اکران مردمی
اولین اکران مردمی فیلم آزاد به قید شرط در تاریخ ۲۶ مهرماه سال ۹۶ همزمان با اکران این فیلم در جشنواره بین‌المللی فیلم کمبریج انگلستان و با حضور حسین شهابی کارگردان، امیر جعفری، دیبا زاهدی، شقایق فراهانی، لیلا اوتادی و جمعی دیگر از بازیگران این فیلم در پردیس سینمایی ملت تهران برگزار شد.

## اکران آزاد سازی زندانیان
فیلم آزاد به قید شرط در چندین نوبت برای آزاد سازی زندانیان مالی کشور اکران‌های ویژه داشت که اولین نوبت آن در تاریخ ۷ آبانماه سال ۹۶ با حضور کارگردان، بازیگران و همراهی جمعی از خیرین و مدیران انجمن حمایت از زندانیان کشور در پردیس سینمایی چارسو برگزار گردید.

## حکم سفیری
در مراسم سومین اکران مردمی فیلم آزاد به قید شرط، امیر جعفری و لیلا اوتادی از بازیگران این فیلم از سوی دادستان کشور به عنوان سفیران آزاد سازی زندانیان کشور انتخاب شدند. این مراسم با حضور کارگردان فیلم و جمعی از مدیران زندان‌ها و هنرمندان مهمان در تاریخ ۷ آبانماه در پردیس سینمایی چارسو برگزار گردید.

## حواشی جنجالی فیلم
در مراسم سومین اکران مردمی فیلم آزاد به قید شرط، امیر جعفری بازیگر نقش اصلی این فیلم پس از دریافت حکم سفیر آزادسازی زندانیان خطاب به دادستان کشور سخنان تندی بر زبان آورد که باعث به وجود آمدن جنجال رسانه‌ای شد. جعفری در این مراسم گفت: آقای دادستان نمی‌دانم چرا باید کسانی که در زندان باشند بیرون هستند و آزادند، و کسانی که باید آزاد باشند در زندان به سر می‌برند!

## حضور در فستیوالهای بین‌المللی
- حضور در بخش رقابتی جشنواره بین‌المللی فیلم کمبریج انگلستان (مهرماه ۹۶)[۱۸][۱۹]
- حضور در بخش رقابتی جشنواره بین‌المللی هفته فیلم ونیز (تیرماه ۹۶)[۲۰][۲۱]
- حضور در بخش رقابتی جشنواره بین‌المللی فیلم ماربلا اسپانیا (مرداد ماه ۹۶)[۲۲][۲۳]
- حضور در بخش رقابتی جشنواره بین‌المللی فیلم لیسبون پرتغال (شهریور ماه ۹۶)[۲۴][۲۵]
- حضور در بخش رقابتی هفدهمین فستیوال بین‌المللی فیلم تیبرون آمریکا (اسفند ماه 96)[۲۶]